# 塞耶 (印第安納州)
塞耶（英語：Thayer）是位於美國印第安納州牛頓縣的一個非建制地區。該地的面積和人口皆未知。

## 歷史
塞耶於1882年成立。名稱來自第一個開拓者。郵局從1881年運作。